# 구글 애드몹
구글 애드몹(Google AdMob)은 2006년 4월 10일에 설립된 미국의 모바일 광고 회사이다. AdMob이라는 이름은 'Advertising on Mobile'의 혼성어이다. 2009년 11월에 구글이 7억 5천만 달러에 인수하였으며, 2010년 5월 27일에 인수가 완료되었다.

## 같이 보기
- 애드워즈
- 애드센스